## Add pages
Pages added:

## Pages in this list
- Потребител беседа:A nedev(remove)
- Потребител беседа:Alexander.D.Hristov(remove)
- Потребител беседа:Anilucanova(remove)
- Потребител беседа:Demar-stil(remove)
- Потребител беседа:Denis BGRUS(remove)
- Потребител беседа:Eola(remove)
- Потребител беседа:Justine.toms(remove)
- Потребител беседа:Litev(remove)
- Потребител беседа:Mmm-jun(remove)
- Потребител беседа:Oficialniat(remove)
- Потребител беседа:PowerBUL(remove)
- Потребител беседа:Rumensz(remove)
- Потребител беседа:ShockD(remove)
- Потребител беседа:Vdimitrova035(remove)
- Потребител беседа:Алиса Селезньова(remove)
- Потребител беседа:Мико(remove)
- Потребител беседа:Спасимир(remove)
- Потребител беседа:Чигот(remove)